# Juha Siltala
Juha Heikki Siltala, född den 25 november 1957 i Alavo, finsk psykohistoriker, fil.dr. 1985. Siltala var forskare vid Finlands Akademi och blev 1998 professor i Finlands historia vid Helsingfors universitet.
Han har skapat sig ett aktat namn som psykohistoriker med arbeten som Suomalainen ahdistus (1992), om 1800-talets religiösa väckelserörelser, och Valkoisen äidin pojat (1999), som behandlar 1800-talets profana stormän. I verket Työelämän huonontumisen lyhyt historia (2004), granskas globaliseringens effekter på arbetslivet. Han har använt sig av freudianska teorier i sina verk.
Siltala deltar flitigt i kultur- och samhällsdebatten i olika medier. År 2014 utnämndes han till ledamot av Finska Vetenskapsakademien.